# Климус Петро Петрович
Петро Петрович Климус (нар. 17 квітня 1985, Заставна, Чернівецька область, УРСР) — український футболіст, захисник. Екс-капітан чернівецької «Буковини».

## Життєпис

### Клубна кар'єра
Вихованець буковинського футболу, професійну кар'єру розпочав у чернівецькій «Буковині». Дебютував за «Буковину» у чемпіонаті України (Друга ліга) 24 липня 2004 року в матчі проти «Нафтовика» із міста Долина, який завершився розгромною перемогою його команди (6:2). В кубку України в перше зіграв 7 серпня того ж року в матчі проти вищолігового бориспільського «Борисфена» (0:1). 
Всю професіональну кар'єру гравця провів саме в чернівецькій команді, де за сім років зіграв 166 офіційних матчів (150 матчів у другій лізі, 12 у першій лізі та 4 в кубку України), в яких відзначився 9 голами. В сезоні 2009/10 разом із командою став переможцем Другої ліги України, в тому ж сезоні саме Петро провів усі календарні матчі (20 матчів в стартовому складі (4 голи)). А остання його гра в команді відбулася в сезоні 2010/11, а саме 4 червня 2011 року матч проти алчевської «Сталі» (2:4), а власне сама команда, сезон завершила на 7-му місці в першій українській лізі.
Впродовж 2011—2014 роках виступав у аматорському колективі «Карпати» (Коломия) («Покуття»), з яким ставав чемпіоном України серед аматорських команд та переможцем різних обласних змагань. Після чого остаточно завершив кар'єру гравця.

### Особисте життя
Одружений, виховує двох дітей.

## Досягнення
Професіональний рівень
- Переможець Другої ліги України (1): 2009/10.

Аматорський рівень
всеукраїнський
- Чемпіон України  (1): 2012.

регіональний
- Чемпіон Івано-Франківської області (2): 2011, 2013.
- Володар Кубка Івано-Франківської області (2): 2011, 2012.
- Володар Суперкубка Івано-Франківської області (1): 2013.